# Milinko Đurović
Milinko Đurović, črnogorski general, narodni heroj * 15. april 1910, † 3. december 1988.

## Življenjepis
Leta 1936 je postal član KPJ in leta 1938 je diplomiral na beograjski Pravni fakuleti; istega leta je postal član rejonskega komiteja, naslednje leto pa član Mestnega komiteja za Beograd. Sodeloval je pri organiziranju NOVJ leta 1941; med vojno je bil politični komisar več enot, od junija 1944 politični komisar 2. proletarske brigade. Ob koncu 1944 je postal inštruktor PK KPJ za Srbijo, v februarju je bil poslan pot partijski delavec in delegat CK KPJ na Kosovo. 
Po vojni je končal VVA JLA in nadaljeval z vojaško kariero (namestnik načelnika politične uprave JLA, politični komisar 7. armadne oblasti in načelnik Vojaškega založniškega zavoda). Dosegel je čin generalpolkovnika.